# Otia Dadiani
Otia Dadiani fou mtavari de Mingrèlia del 1728 al 1744, fill i successor de Bejan I Dadiani, es va casar amb Gurkhana filla de Koshita III Chkeidze, eristhavi de Ratxa. Otia va fer empresonar a son germà Katzo-Jordi Bejanovicht del 1728 al 1734 perquè no li disputés la successió. Va morir el 1744, i el va succeir el seu fill Katsia II Dadiani.